# غوزمان كوينتيرو توريس
غوزمان كوينتيرو توريس (بالإسبانية: Guzmán Quintero Torres) هو كاتب وصحفي كولومبي، ولد في القرن العشرين، وتوفي في 1999.